# Lenart (priimek)
Lenart je priimek več znanih ljudi (pojavlja se tudi v različici Lenard)

## Znani slovenski nosilci priimka
- Boštjan Lenart (*1977), dr. teologije in župnik
- Branko Lenart (*1948), slovensko-avstrijski fotograf
- Ivan Lenart (1917—1999), medicinec patolog, prof. MF
- Katja Lenart (*1979), kulturologinja, novinarka, snemalka, režiserka, voditeljica
- Meta Lenart Perger (*1988), doktorica literarnih ved, prevajalka, urednica celjske Mohorjeve za otroško literaturo
- Ladislav Lenart (1913—1998), ginekolog in porodničar
- Lado Lenart (*1941), matematik, elektrotehnik, avtomatik
- Vera Lenart (1918—1989), čeljustna kirurginja, prof. MF

## Znani tuji nosilci priimka
- Jozef Lenárt (1923—2004), slovaški politik, premier